# El Khroub
El Khroub (arabe : الخروب, amazighe : ⵍⵅⵔⵓⴱ) est une commune de l’est de l’Algérie, située à une douzaine de kilomètres au sud de Constantine. Elle est connue pour la Soumaâ du Khroub, mausolée numido-punique souvent associé au « tombeau de Massinissa »,.

## Géographie

### Situation
La commune d’El Khroub est située au centre de la wilaya de Constantine, à 12 km de Constantine.
| Aïn Smara                          | Constantine    | Ibn Badis      |
| Oued Seguen (Mila), Aïn Smara      | El Khroub      | Aïn Abid       |
| Oued Seguen (Mila), Ouled Rahmoune | Ouled Rahmoune | Ouled Rahmoune |

### Localités
Outre son chef-lieu El Khroub-ville, la commune d’El Khroub est composée à sa création en 1984 des localités suivantes : Lambièche, Dahbia, Kassandji, Salah Derradji, Baaraouia, Aïn Nahas, Aïn Leghda, Sidi Amor, Oullaza, Oued Hamim, Massine, Sidi Lakhdar, El Meridj, Draa Naga, Aïn Guerfa, Bouragba, Atfa, Sedjar, Legiuari, Zbir, Soumaâ, Guechguèche Ouest, Ferme Chibani, Chaabet El Khourchef, Tikbab, Bir Dekkiche, Ferme Kadri, Aïn Berda, Medalssou, Aïn Nachfa, Ferme Boulechfar, Aïn Kahla.

### Climat
| Mois                              | jan. | fév. | mars | avril | mai | juin | jui. | août | sep. | oct. | nov. | déc. | année |
| --------------------------------- | ---- | ---- | ---- | ----- | --- | ---- | ---- | ---- | ---- | ---- | ---- | ---- | ----- |
| Température minimale moyenne (°C) | 2    | 3    | 4    | 6     | 10  | 15   | 17   | 18   | 15   | 11   | 6    | 3    | 9     |
| Température moyenne (°C)          | 7    | 8    | 10   | 12    | 16  | 21   | 25   | 25   | 21   | 16   | 11   | 8    | 15    |
| Température maximale moyenne (°C) | 11   | 12   | 14   | 17    | 22  | 28   | 32   | 32   | 27   | 22   | 16   | 12   | 21    |
| Précipitations (mm)               | 80   | 60   | 60   | 50    | 40  | 20   | 0    | 10   | 20   | 40   | 50   | 80   | 560   |

| Diagramme climatique                                  |       |       |       |        |        |       |        |        |        |       |       |
| J                                                     | F     | M     | A     | M      | J      | J     | A      | S      | O      | N     | D     |
| 11280                                                 | 12360 | 14460 | 17650 | 221040 | 281520 | 32170 | 321810 | 271520 | 221140 | 16650 | 12380 |
| Moyennes : • Temp. maxi et mini °C • Précipitation mm |       |       |       |        |        |       |        |        |        |       |       |

## Toponymie
Le toponyme « El Khroub » (arabe : الخروب) renvoie au caroubier (Ceratonia siliqua). Pendant la période coloniale, l’orthographe officielle était « Le Khroub » ; après l’indépendance, la forme « El Kroub, ex Le Khroub » apparaît dans le Journal officiel (1965).
La ville nouvelle d’Ali Mendjeli est en grande partie rattachée à la commune d’El Khroub mais s’étend aussi sur Aïn Smara ; cette configuration explique la présence d’équipements et d’odonymes « Kadri Brahim » dans ce périmètre urbain,.
De nombreuses cités et équipements portent des noms mémoriels (chahid/chahida, moudjahid décédé). Le décret exécutif n° 25-71 (11 février 2025) fixe les huit délégations communales et énumère leurs quartiers.
Au total, l’annexe énumère 87 entités toponymiques (cités, zones, pôles, agglomérations, villages, etc.), dont 50 comportent « Chahid/Chahida », 9 « Moudjahid décédé » et 4 mentions « frères Chouhada », ce qui traduit une toponymie fortement mémorielle,.
Exemples (sélection)
| Type                   | Dénomination                 | Localisation (commune)           | Détails / dates | Source |
| ---------------------- | ---------------------------- | -------------------------------- | --- | --- |
| Bureau de poste        | Kadri Brahim (25043)         | El Khroub                        | Bureau listé par Algérie Poste | « Bureaux de poste — Wilaya de Constantine (liste officielle) », sur Algérie Poste (consulté le 11 août 2025)                                                 |
| Station de tramway     | Chahid Kadri Brahim          | El Khroub (branche Ali Mendjeli) | Prolongement Zouaghi Slimane → Kadri Brahim mis en service en juin 2019 ; seconde tranche Kadri Brahim → Université Abdelhamid Mehri (env. 3,4 km et 6 stations) ouverte le 29 septembre 2021 | « Mise en service du nouveau tronçon du tramway de Constantine », sur RATP Dev, 14 juin 2019 (consulté le 11 août 2025) …                                     |
| Ferme pilote           | Ferme pilote Kadri Brahim    | El Khroub                        | Mentionnée dans des documents publics et universitaires | « JO n° 48 (29 septembre 2013) — DUP tramway, mention « Terrains de la Ferme pilote Kadri » » [PDF], sur JORADP, 29 septembre 2013 (consulté le 11 août 2025) |
| Lotissement / quartier | Lotissement « Kadri Brahim » | El Khroub                        | Article de presse local documentant la toponymie | « Constantine : le lotissement « Kadri Brahim » dit « Quatre-Chemins » », sur Algerie360, 13 février 2019 (consulté le 11 août 2025)                          |

- Délégation « 11 décembre 1960 » : comprend notamment la « cité Chahid Kadri Brahim » (commune d’El Khroub)[9].

## Administration
La commune est le chef-lieu de la Daïra d'El Khroub (wilaya de Constantine). Depuis le décret exécutif n° 25-71 du 10 février 2025, elle est organisée en huit délégations communales : Moudjahid décédé Hammoud Ahmed, Moudjahid décédé Aggoune Abderrahmane, Massinissa, Aïn Nahas, Moudjahid décédé Basli Ramdan, 11 décembre 1960, Moudjahid décédé Mekideche Abdelkrim et Moudjahid décédé Aissani Messaoud.

## Patrimoine et archéologie
La Soumaâ du Khroub (mausolée numide souvent dit « tombeau de Massinissa ») domine la localité. Son histoire patrimoniale a fait l’objet d’études académiques et le site figure sur la liste indicative de l’UNESCO (voir Liste du patrimoine mondial en Algérie),.

## Transports

El Khroub est desservie par le tramway de Constantine (branche d’Ali Mendjeli).

La commune est desservie par le tramway de Constantine via la station « Chahid Kadri Brahim » (branche d’Ali Mendjeli). Le premier prolongement Zouaghi Slimane → Kadri Brahim a été mis en service en juin 2019, puis la seconde tranche Kadri Brahim → Université Abdelhamid Mehri (env. 3,4 km et 6 stations) a ouvert le 29 septembre 2021,,.
« Mise en service du deuxième tronçon du tramway de Constantine, Algérie » [archive du octobre 2021], sur RATP Dev, 6 octobre 2021 (consulté le 11 août 2025)
Coordonnées de la station « Chahid Kadri Brahim » : 36° 15′ 42,16″ N, 6° 36′ 06,7″ E.

## Enseignement supérieur
La commune d’El Khroub accueille une part du pôle universitaire constantinois, implanté dans la ville nouvelle d’Ali Mendjeli :
- Université Abdelhamid Mehri – Constantine 2 (UC2) : campus principal sis « Nouvelle ville Ali Mendjeli, BP 67A »[15],[16].
- Université Salah Boubnider – Constantine 3 (UC3) : campus à « Cité universitaire, Nouvelle ville Ali Mendjeli — El Khroub »[17],[18].
- Œuvres universitaires : la Direction des œuvres universitaires Constantine–Khroub administre plusieurs résidences « Ali Mendjeli 01–04 » (archives)[19].

## Histoire
À une dizaine de kilomètres à l’est, sur la RN 20, se trouve le site de Bou Nouara connu pour ses dolmens.

### 1954–1962: guerre d’Algérie
Le 20 août 1955, El Khroub fait partie des centres visés lors de l’insurrection du Nord-Constantinois.
Plusieurs centaines d’hommes, précédés de femmes et d’enfants, attaquent le camp militaire local ; la riposte laisse de nombreuses victimes parmi les assaillants (23 hommes, 19 femmes, 11 enfants). Dans la répression qui s’ensuit, un rapport militaire cité par l’historien Charles-Robert Ageron évoque l’arrestation d’« une soixantaine » de personnes la nuit suivante, puis leur exécution le matin même ; le lieu d’inhumation aurait été nivelé au bulldozer.
« Une soixantaine de suspects arrêtés la nuit suivante furent exécutés au matin. »
(témoignage d’officier cité par Ageron 2015, p. 543)
Ageron replace ces faits dans une séquence plus large de représailles et de bilans très divergents selon les sources. La presse métropolitaine signale encore des attaques autour du chef-lieu en mars 1956 (« Le centre de Khroub attaqué pour la seconde fois en quinze jours »).

## Démographie
Selon le Recensement général de la population et de l'habitat de 2008, la commune compte 179 033 habitants (contre 89 919 en 1998).

## Économie
La ville est connue pour son marché hebdomadaire, important dans l’est algérien[réf. nécessaire]. Elle abrite également des équipements éducatifs et culturels[réf. nécessaire].

## Jumelage
La commune entretient des relations de coopération décentralisée avec :
- Mulhouse (France) depuis le 31 mai 2000.